# Vic-sur-Aisne
Vic-sur-Aisne je naselje in občina v severnem francoskem departmaju Aisne regije Pikardije. Leta 1999 je naselje imelo 1.791 prebivalcev.

## Geografija
Kraj se nahaja v pokrajini Soissonais ob reki Aisne, 18 km zahodno od  Soissonsa.

## Administracija
Vic-sur-Aisne je sedež istoimenskega kantona, v katerega so poleg njegove vključene še občine Ambleny, Bagneux, Berny-Rivière, Bieuxy, Cœuvres-et-Valsery, Cuisy-en-Almont, Cutry, Dommiers, Épagny, Fontenoy, Laversine, Montigny-Lengrain, Morsain, Mortefontaine, Nouvron-Vingré, Osly-Courtil, Pernant, Ressons-le-Long, Saconin-et-Breuil, Saint-Bandry, Saint-Christophe-à-Berry, Saint-Pierre-Aigle, Tartiers in Vézaponin z 10.333 prebivalci.
Kanton je sestavni del okrožja Soissons.

1. ↑  »Populations légales 2016«. Nacionalni inštitut za statistične in gospodarske raziskave. Pridobljeno 25. aprila 2019.